# Pterygogramma rotundum
Pterygogramma rotundum är en stekelart som beskrevs av Lin 1994. Pterygogramma rotundum ingår i släktet Pterygogramma och familjen hårstrimsteklar. Inga underarter finns listade i Catalogue of Life.